# Cyphostemma maranguensis
Cyphostemma maranguensis är en vinväxtart som först beskrevs av Ernest Friedrich Gilg, och fick sitt nu gällande namn av Descoings. Cyphostemma maranguensis ingår i släktet Cyphostemma och familjen vinväxter. Inga underarter finns listade i Catalogue of Life.